# Ry Cooder
Ryland Peter Cooder (Los Ángeles, California, 15 de marzo de 1947) conocido simplemente como Ry Cooder, es un músico, compositor, productor musical y escritor estadounidense. Es un multiinstrumentista especialmente conocido por su trabajo con la guitarra slide, su interés en las músicas tradicionales de Estados Unidos, como la música folk, el blues, la música tex mex, el R&B o el góspel, y sus colaboraciones con músicos tradicionales de otros países, como Cuba o Malí.
Cooder ha celebrado la rica variedad de la música estadounidense con virtuosismo. El trabajo en solitario de Cooder ha abarcado muchos géneros. Ha colaborado con músicos como Captain Beefheart, Ali Farka Touré, Eric Clapton, The Rolling Stones, Van Morrison, Neil Young, Randy Newman, David Lindley, The Chieftains, The Doobie Brothers o Carlos Nuñez. Formó parte del supergrupo llamado Little Village de corta duración con Nick Lowe, John Hiatt y Jim Keltner. Produjo el álbum Buena Vista Social Club (1997), que se convirtió en un éxito mundial. Wim Wenders dirigió la película documental del mismo nombre (1999), que fue nominada para un Premio de la Academia en 2000.
Su disco de 1978 Bop Till You Drop fue el primer álbum de música popular grabado digitalmente.
La revista Rolling Stone ha situado a Ry Cooder en el puesto n.º 8 en su lista de los 100 guitarristas más grandes de todos los tiempos . Inmediatamente tras él aparecían en la lista Jimmy Page (de Led Zeppelin) y Keith Richards (de The Rolling Stones). En 2010 el ranking de Gibson lo situó en el puesto 32.
En 1969, Cooder fue propuesto para reemplazar a Brian Jones tras su muerte en los Rolling Stones. Tocó la guitarra en álbumes clásicos de la banda como Let It Bleed y Sticky Fingers, y se dice que fue él quien inventó el riff de guitarra de Honky Tonk Women, lo que aclararía un tiempo después al decir: «Oh hombre, no fue mi afinación o progresión de acordes, lo conseguí de John Lee Hooker». Incluso Cooder enseñaría en los años 1960 a Keith Richards cómo tocar la guitarra con slide en afinación abierta de ‘Sol’, quien después utilizaría esa forma de tocar en muchos de los temas de los Rolling Stones. Keith Richards confesó que «tomé a Ry Cooder para todo lo que pudiera conseguir».
Cooder es citado en la letra de "At the Hundredth Meridian" de la banda canadiense The Tragically Hip: "Get Ry Cooder to sing my eulogy" (álbum Fully Completely, 1992).

## Primeros años
Cooder nació en Los Ángeles, California, hijo de Bill Cooder y de madre de ascendencia italiana, Emma Casaroli. Sus padres eran coleccionistas de discos de Folkways Records, una discográfica especializada en editar discos de folk y música tradicional de Estados Unidos. Creció en Santa Mónica, California, y se graduó en el Santa Monica High School en 1964. Durante los años 1960 acudió brevemente al Colegio Reed en Portland, Oregón. Comenzó a tocar la guitarra cuando tenía tres años. Tiene un ojo de cristal desde que tenía cuatro años, cuando accidentalmente se clavó un cuchillo en su ojo izquierdo. Su primera guitarra fue una Silvertone tenor. En una entrevista contaría que «el hombre que me dio mi primera guitarra a los cuatro años, fue un violinista de la Orquesta Sinfónica de Los Ángeles, víctima de la lista negra [de J. Edgar Hoover] y que solo podía trabajar haciendo chapuzas». A los diez años su padre le regaló una Martin 000-18. Según él mismo manifestó en una entrevista, aprendió a tocar la guitarra escuchando la radio, sobre todo a Bob Willis y Kitty Wells.
Mike Seeger fue su profesor de guitarra cuando estaba en el instituto. Seeger tenía el grupo New Lost City Ramblers, cuyos discos influyeron ampliamente en la formación de Cooder.

## Carrera
Ry Cooder fue una vez descrito como un «conservador de modismos y tradiciones de la música estadounidense». Su continua búsqueda en las fuentes de la música, su deseo de trabajar con los pioneros de diferentes géneros y aprender de ellos, su conocimiento enciclopédico de la música tradicional estadounidense ha llevado a que algunos lo consideren más un etnomusicólogo y un intérprete ecléctico. Pero Cooder lo rechaza. «Es horrible, horrible, nunca pedí que me llamaran nada de eso; tengo la reputación de ser "ecléctico" o algo así, pero para mí los distintos tipos de música que toco son todos iguales, música de los buenos tiempos y es lo único que puedo hacer.»
Una de las constantes en el trabajo musical de Ry Cooder es su continua búsqueda e investigación de los paisajes sonoros de Estados Unidos primero y del mundo entero después, con su inmersión en la llamada World music. Esta actividad lo ha llevado a otra de las constantes en su música, una revisión constante de todo el material que llega a su alcance. «A veces tengo fantasías de realizar extrañas combinaciones de música y personas que tienen la potencia para iluminar la idea central de una canción. ¿Qué tal si Sleepy John Estes hubiera podido cantar “Mustang Sally” o una versión tex mex de “Goodnight Irene”? Hasta que no lo intentas no lo sabes.»
Concibe la música como instrumento de unión y de lucha contra la injusticia y a favor de la paz:

«Pete Seeger solía decir que si reúnes a un grupo de personas de distinta procedencia, edad e ideas, y las haces cantar juntas, todas esas diferencias desaparecen de inmediato. Lo he visto hacerlo y es cierto. La música tiene ese poder. J. Edgar Hoover lo sabía y por eso persiguió a los músicos. Es la razón por la que Joe Hill fue ejecutado en 1915. Uno puede pensar que la música es sólo entretenimiento, pero gente como Joe Hill, Pete Seeger y muchos otros la ven como un arma de lucha para la paz.»

En el disco Chavez Revine resalta el aspecto político de la música, aunque permanezca su preferencia por esa solidaridad o mutualidad de la música. «Es un disco político porque la vida lo es, pero lo central para mí es la música. Crear, componer y tocar con otros músicos es lo que más me llena. Fue una experiencia colectiva maravillosa. Siempre lo es.» Resalta su activismo musical cuando afirma: "Yo disparo canciones”
Su continua búsqueda de las fuentes, de los orígenes de la música le ha llevado desde sus inicios a buscar la colaboración de los pioneros de cada estilo. En su primer trabajo, Ry Cooder (1970), acudió a las composiciones de Blind Blake o Woody Guthrie; en otros consigue su colaboración como artistas invitados, como Compay Segundo, Lalo Guerrero o Don Tosti para hallar la autenticidad que siempre busca. Viajó a Hawái para aprender a tocar la guitarra slack key de uno de los últimos exponentes del estilo, Gabby Pahinui, y pasó seis meses estudiando el acordeón para poder tocar con Flaco Jiménez. Pero el paso del tiempo le ha ido privando de tales recursos.

«He visto irse a tanta gente tan esencial en sus respectivos estilos que me voy acostumbrando. Apenas queda nadie entre los originales, en las fuentes musicales. Ellos guardan los secretos y yo, como guitarrista, quiero aprender cómo crean su sonido, qué hacen para que suene así. Y, claro, lo que aprendo una y otra vez es que la clave está en ellos mismos, que su vida y su realidad son la base de su arte. Son los mayores, se lo toman muy en serio y su música es genuina porque ellos también lo son.»

Este hecho ya lo intuía en los años de Buena Vista Social Club, cuando afirmaba que «somos muy afortunados de que aún estén vivos y de poder disfrutar con su presencia porque su tiempo quedó atrás y nadie los va a remplazar».

### Años 60
De joven Cooder actuó como parte de un trío de camioneta con Bill Monroe y Doc Watson, en el que tocó el banjo. El trío no fue un éxito («Bueno, hijo, todavía no estás preparado», recordó Monroe después del primer y único concierto que tocó con ellos.) Pero Cooder aplicó las afinaciones de banjo y la forma de tocar con tres dedos a la guitarra.
Cooder primero atrajo la atención tocando con Captain Beefheart and his Magic Band, especialmente en el disco de 1967 Safe As Milk, después de haber trabajado previamente con Taj Mahal y Ed Cassidy en The Rising Sons. Se dice que dejó The Magic Band después de que Beefheart se cayera del escenario en un festival de música, después de lo cual afirmaría haber visto cómo una asistente al festival se transformaba en un pez de colores. También tocó con Randy Newman en esta época, incluyendo el álbum 12 songs. Van Dyke Parks trabajó con Newman y Cooder durante los años sesenta. Parks hizo los arreglos de "One Meatball" de Cooder según la entrevista de Parks de 1984 hecha por Bob Claster.

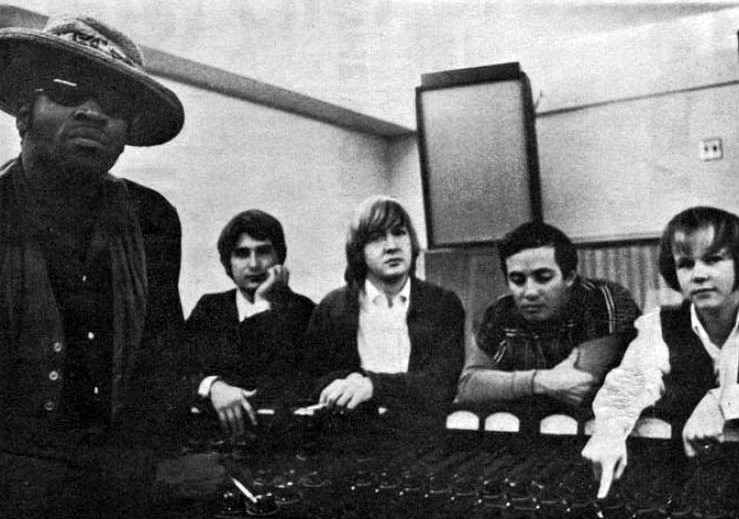
The Rising Sons en 1966. De izquierda a derecha, Taj Mahal, Jesse Lee Kincaid, Gary Marker, Ry Cooder y Keven Kelley

Cooder fue músico de sesión en varias sesiones de grabación con The Rolling Stones en 1968 y 1969, y sus contribuciones aparecen en los álbumes Let It Bleed (el estilo de Yank Rachell de la mandolina en "Love in Vain") y Sticky Fingers, en el que contribuyó con la guitarra slide en "Sister Morphine". Durante este período, Cooder se unió a Mick Jagger, Charlie Watts, Bill Wyman, y Nicky Hopkins, colaborador de The Rolling Stones durante mucho tiempo, para grabar Jamming with Edward!. Como se dijo más arriba, a la muerte de Brian Jones fue invitado a unirse a la banda, proyecto que no cuajó. Una de sus aportaciones más famosas fue el riff de "Honky Tonk Woman". Cooder también tocó la guitarra slide en la banda sonora de la película de 1970 Performance que contenía el primer sencillo en solitario de Jagger, "Memo of Turner". El álbum recopilatorio de 1975 Metamorphosis cuenta con una contribución de Cooder sin acreditar en la canción de Bill Wyman "Downtown Suzie".
Ry Cooder también colaboró con Lowell George de Little Feat, tocando la guitarra slide en la versión original de "Willin".

### Años 1970
Ry Cooder firmó por fin un contrato de grabación con Warner en 1969 a la edad de 22 años, aunque era ya un veterano de la industria musical. En una entrevista con Bill Henderson en 1970, Cooder dijo: «Cuando firmé con Warner Brothers, entré con Lenny Waronker (el productor de Randy Newman) que creía que yo era lo suficientemente bueno para la discográfica, y me dijo que los buenos artistas hacen una buena compañía, incluso sin ventas individuales instantáneas, y eso me llevó a bordo».
A lo largo de la década de los setenta, Cooder lanzó una serie de discos con Warner Bros. que mostraron su trabajo con la guitarra. Inicialmente fue ubicado en la filial Reprise Records, antes de ser reasignado a la etiqueta principal de Warner junto con la mayoría de los artistas de Reprise cuando aquella retiró la marca. Cooder exploró antiguos géneros musicales y encontró grabaciones antiguas que luego personalizó y actualizó. Sus primeros cuatro lanzamientos en solitario se concentraron en los estilos musicales tradicionales de los pobres, tanto negros como blancos, de los Estados Unidos: blues, country, folk rural y góspel. Con ello amplió su recorrido incluyendo culturas en los márgenes de la sociedad americana.
Así, en su álbum Into the Purple Valley, eligió instrumentaciones y arreglos inusuales de blues, góspel, calypso y canciones de country (dando un cambio de tempo a la balada de cowboy "Billy the Kid"). El álbum empezaba con la canción "How Can You Keep on Moving (Unless You Migrate Too)" con Agnes "Sis" Cunningham sobre los Okies que no fueron bienvenidos cuando emigraron al oeste para escapar del Dust Bowl en los años 30, algo a lo que Cooder dio un acompañamiento conmovedor pero satírico de la marcha. En 1970 colaboró con Ron Nagle y actuó en su álbum Bad Rice publicado en Warner Brothers. Sus álbumes posteriores de los años setenta (con la excepción de Jazz, que exploró el ragtime / vaudeville) no pueden ser encuadrados en un solo género. 

## Discografía
Solo LP/CD
- Ry Cooder (álbum)|Ry Cooder (diciembre de 1970)
- Into the Purple Valley (febrero de 1972)
- Boomer's Story (noviembre de 1972)
- Paradise and Lunch (mayo de 1974)
- Chicken Skin Music (octubre de 1976)
- Showtime (agosto de 1977)
- Jazz (Ry Cooder album)|Jazz (junio de 1978)
- Bop Till You Drop (agosto de 1979)
- Borderline (Ry Cooder album)|Borderline (octubre de 1980)
- The Slide Area (abril de 1982)
- Get Rhythm (album)|Get Rhythm (noviembre de 1987)
- Chávez Ravine (album)|Chávez Ravine (mayo de 2005)
- My Name Is Buddy (marzo de 2007)
- I, Flathead (junio de 2008)
- Pull Up Some Dust And Sit Down (agosto de 2011)
- Election Special (2012)
- The Prodigal Son (2018)

Compilados
- Why Don't You Try Me Tonight (1986)
- River Rescue - The Very Best Of Ry Cooder (1994)
- Music by Ry Cooder (1995) (Set de 2 discos)
- The Ry Cooder Anthology: The UFO Has Landed (octubre de 2008)

Colaboraciones
- Rising Sons featuring Taj Mahal and Ry Cooder (grabado 1965/66, lanzado 1992)
- Little Village (álbum)|Little Village (1992)
- A Meeting by the River (1993) (con Vishwa Mohan Bhatt)
- Talking Timbuktu (1994) (con Ali Farka Touré)
- Buena Vista Social Club (álbum)|Buena Vista Social Club (septiembre de 1997)
- Hollow Bamboo con Jon Hassell y Ronu Majumdar (bansuri) (2000)
- Mambo Sinuendo (enero de 2003) (con Manuel Galbán)
- San Patricio (álbum)|San Patricio (marzo de 2010) (con The Chieftains)
- Get on Board (con Taj Mahal) (2022)

Bandas sonoras
- Performance (1970)
- The Long Riders (junio de 1980)
- Southern Comfort (1981)
- The Border (1982)
- Streets of Fire (1984)
- Paris, Texas (febrero de 1985)
- Music from Alamo Bay (agosto de 1985)
- Blue City (julio de 1986)
- Crossroads (julio de 1986)
- Cocktail (1988)
- Johnny Handsome (octubre de 1989)
- Trespass (enero de 1993)
- Geronimo: An American Legend (1993)
- Last Man Standing (1996)
- The End of Violence (1997)
- Primary Colors (1998)

Intérprete:
- Safe as Milk (1967) con Captain Beefheart
- Money and Cigarettes (febrero de 1983) con Eric Clapton
- Bring the Family (1987) con John Hiatt
- Live and Let Live (1988) con Bobby King & Terry Evans
- King Cake Party (1994) con The Zydeco Party Band